# طوره الغربیه
طوره الغربیه (به لاتین: Tura al-Gharbiya) یک روستا در دولت فلسطین است که در استان جنین واقع شده‌است. طوره الغربیه ۱٬۱۱۰ نفر جمعیت دارد.